# República Social Italiana
```
   |-
       |
Erro:
:  
valor não especificado para "
nome_comum
"

   |-
       | 
Erro:
:  
valor não especificado para "
continente
"
```

A República Social Italiana (em italiano: Repubblica Sociale Italiana; RSI), conhecido antes de dezembro de 1943 como Estado Nacional Republicano da Itália (em italiano: Stato Nazionale Repubblicano d'Italia; SNRI), mas mais popularmente conhecida como República de Salò (Repubblica di Salò), foi um estado-fantoche nazista com reconhecimento diplomático limitado que foi criado durante o final da Segunda Guerra Mundial, que existiu desde o início da ocupação alemã da Itália em setembro de 1943 até a rendição das tropas alemãs na Itália em maio de 1945. A ocupação alemã desencadeou uma resistência nacional generalizada contra ela e contra a República Social Italiana, levando à Guerra Civil Italiana.
A República Social Italiana foi a segunda e última encarnação do estado fascista italiano, liderado por Benito Mussolini e seu reformado Partido Republicano Fascista antimonarquista. O estado recém-fundado declarou Roma a sua capital mas estava de facto centrado em Salò (daí o seu nome coloquial), uma pequena cidade no Lago de Garda, perto de Bréscia, onde Mussolini e o Ministério dos Negócios Estrangeiros estavam sediados. A República Social Italiana exercia nominalmente a soberania no Norte e Centro da Itália, mas dependia em grande parte das tropas alemãs para manter o controle.
Em Julho de 1943, depois de os Aliados terem empurrado a Itália para fora do Norte de África e subsequentemente invadirem a Sicília, o Grande Conselho do Fascismo — com o apoio do Rei Vítor Emanuel III— derrubou e prendeu Mussolini. O novo governo iniciou negociações secretas de paz com as potências aliadas. Quando o Armistício de Cassibile foi anunciado em 8 de setembro, a Alemanha Nazista estava preparada e interveio rapidamente. As tropas alemãs tomaram o controle da metade norte da Itália, libertaram Mussolini e o levaram para a área ocupada pelos alemães para estabelecer um regime satélite. A República Social Italiana foi proclamada em 23 de setembro de 1943.  Embora a RSI reivindicasse soberania sobre a maior parte da Península Itálica, sua jurisdição de facto se estendia apenas a uma parte muito reduzida do país.  A RSI recebeu reconhecimento diplomático apenas das potências do Eixo e dos seus estados satélites. A Finlândia e a França de Vichy, embora na órbita alemã, não o reconheceram. Foram mantidas relações não oficiais com a Argentina, Portugal, Espanha e, através de agentes comerciais, a Suíça. O Vaticano não reconheceu a RSI.
Por volta de 25 de abril de 1945, dezenove meses após a sua fundação, a RSI praticamente entrou em colapso. Na Itália, o dia é conhecido como Dia da Libertação (festa della liberazione). Nesse dia, uma revolta partidária geral, juntamente com os esforços das forças aliadas durante a sua ofensiva final na Itália, conseguiu expulsar quase totalmente os alemães da Itália. Em 27 de abril, guerrilheiros italianos capturaram Mussolini, sua amante, vários ministros do RSI e vários outros fascistas italianos, enquanto tentavam fugir. Em 28 de abril, os guerrilheiros atiraram e mataram Mussolini e a maioria dos outros cativos, incluindo Clara Petacci. O Ministro da Defesa da RSI, Rodolfo Graziani, entregou o que restava da República Social Italiana em 1 de maio, um dia depois da capitulação das forças alemãs na Itália.

## Criação

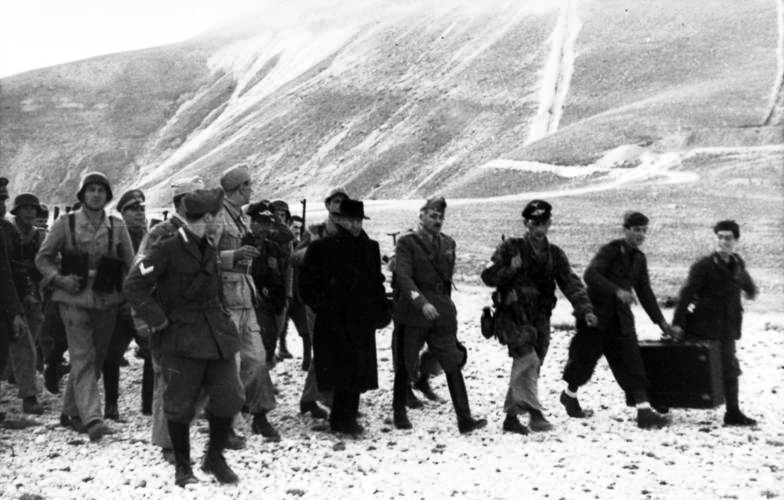
Benito Mussolini resgatado pelas tropas alemãs de sua prisão em Campo Imperatore em 12 de setembro de 1943

Em 24 de julho de 1943, após o desembarque dos Aliados na Sicília, por uma moção de Dino Grandi, o Grande Conselho do Fascismo votou uma moção de censura a Mussolini. A autoridade de Mussolini foi minada por uma série de derrotas militares desde o início da entrada da Itália na guerra em junho de 1940, incluindo o bombardeio de Roma, a perda das colônias africanas e as invasões aliadas da Sicília e do sul da Península Itálica.
No dia seguinte, o rei Vítor Emanuel III demitiu Mussolini do cargo, ordenou sua prisão e nomeou o marechal Pietro Badoglio como novo primeiro-ministro. Por esta altura, a monarquia, vários membros do governo fascista e a população italiana em geral tinham-se cansado do esforço de guerra fútil que levou a Itália à subordinação e subjugação pela Alemanha Nazista. O esforço de guerra fracassado deixou Mussolini humilhado em casa e no exterior como um “César”.  O novo governo iniciou negociações secretas com as potências aliadas e fez preparativos para a capitulação da Itália. Estas negociações de rendição implicaram um compromisso de Badoglio de deixar a aliança do Eixo.
Embora os alemães reconhecessem formalmente o novo status quo na política italiana, intervieram enviando algumas das melhores unidades da Wehrmacht para Itália. Isto foi feito tanto para resistir aos novos avanços aliados como para enfrentar a deserção previsivelmente iminente da Itália. Enquanto Badoglio continuava a jurar lealdade à Alemanha e às potências do Eixo, os emissários do governo italiano prepararam-se para assinar um armistício em Cassibile, na Sicília ocupada pelos Aliados, que foi finalizado em 3 de setembro.
Em 8 de setembro, Badoglio anunciou o armistício da Itália com os Aliados (embora denominado "armistício", os seus termos tornaram-no semelhante a uma rendição incondicional). O Führer alemão Adolf Hitler e o seu estado-maior, há muito conscientes das negociações, agiram imediatamente ordenando às tropas alemãs que tomassem o controlo do Norte e Centro de Itália. Os alemães ocuparam rapidamente a Itália, desarmaram as tropas italianas e assumiram todos os materiais e equipamentos do exército italiano, encontrando apenas uma resistência limitada. Os alemães também dissolveram a zona de ocupação italiana no sudeste da França e forçaram as tropas italianas estacionadas lá a partir. As forças armadas italianas não receberam ordens claras para resistir aos alemães após o armistício e assim a resistência à tomada de poder alemã foi dispersa e de pouco efeito. O rei Victor Emmanuel não fez nenhum esforço para reunir resistência aos alemães, em vez disso fugiu com a sua comitiva para a segurança das linhas aliadas. Em 10 de setembro de 1943, após dois dias de batalha entre a Wehrmacht e os remanescentes do Exército Real Italiano, Roma caiu nas mãos dos alemães.
O novo governo italiano transferiu Mussolini de um lugar para outro enquanto ele estava em cativeiro, na tentativa de frustrar qualquer tentativa de resgate. Apesar disso, os alemães acabaram por localizar Mussolini no Hotel Campo Imperatore em Gran Sasso. Em 12 de setembro, Mussolini foi libertado pelos alemães na Operação Carvalho (dirigida pelo SS-Obersturmbannführer Otto Skorzeny) nas montanhas de Abruzos.  Após ser libertado, Mussolini foi levado de avião para a Baviera. Reunindo o apoio que ainda tinha entre a população italiana, a sua libertação tornou possível a criação de um novo estado fascista italiano dependente da Alemanha.

## Relações exteriores

### Estabelecimento pela Alemanha Nazista
Três dias após o seu resgate no ataque a Gran Sasso, Mussolini foi levado à Alemanha para uma reunião com Hitler em Rastenburg, no seu quartel-general na Prússia Oriental. Enquanto Mussolini estava com a saúde debilitada e queria se aposentar, Hitler queria que ele retornasse à Itália e iniciasse um novo estado fascista sob a proteção da Wehrmacht. Quando Mussolini hesitou, cansado das responsabilidades da guerra e sem vontade de retomar o poder, Hitler disse-lhe que a alternativa seria uma administração militar alemã que tratasse a Itália da mesma forma que outros países ocupados. Hitler também ameaçou destruir Milão, Génova e Turim, a menos que Mussolini concordasse em estabelecer um governo fascista revivido. Relutantemente, Mussolini concordou com as exigências de Hitler. 
Mussolini regressou a Itália e instalou-se em Milão, de onde anunciou a 15 de Setembro a criação do Partido Republicano Fascista e, três dias depois, o reinício da guerra ao lado da Alemanha e do Japão. O Duce anunciou imediatamente a formação de um novo gabinete republicano, embora na verdade viessem de uma lista escolhida e nomeada pelo próprio Hitler. A República Social Italiana foi proclamada em 23 de setembro, com Mussolini como chefe de Estado e primeiro-ministro.  O RSI reivindicou Roma como sua capital, mas a capital de facto tornou-se a pequena cidade de Salò, no Lago de Garda, a meio caminho entre Milão e Veneza, onde Mussolini residia junto com o Ministério das Relações Exteriores do RSI. Embora a própria Roma ainda estivesse sob o controlo do Eixo na altura, dada a proximidade da cidade com as linhas aliadas e a ameaça de agitação civil, nem os alemães nem o próprio Mussolini queriam que ele regressasse a Roma. 
Em 18 de Setembro, Mussolini fez o seu primeiro discurso público ao povo italiano desde o seu resgate, no qual elogiou a lealdade de Hitler como aliado, ao mesmo tempo que condenou Victor Emmanuel por trair o fascismo italiano.  Declarou: “Não foi o regime que traiu a monarquia, foi a monarquia que traiu o regime”. Ele também repudiou formalmente o seu apoio anterior à monarquia, dizendo: "Quando uma monarquia falha nos seus deveres, perde toda a razão de ser... O estado que queremos estabelecer será nacional e social no sentido mais elevado da palavra; isto é, será fascista, regressando assim às nossas origens”. 
Desde o início, a República Social Italiana era pouco mais do que um Estado-fantoche dependente inteiramente da Alemanha.  O próprio Mussolini sabia disso; embora tenha declarado em público que tinha o controlo total do RSI, tinha plena consciência de que era pouco mais que o Gauleiter da Lombardia.   As SS mantiveram Mussolini sob o que equivalia a prisão domiciliar; monitorava suas comunicações e controlava suas viagens. Mussolini disse mais tarde que teria preferido ser enviado para um campo de concentração à maneira como as SS o trataram. O verdadeiro poder estava nas mãos do general plenipotenciário alemão Rudolf Rahn e do SS-Obergruppenführer Karl Wolff, comandante das forças de ocupação alemãs na Itália. 
A RSI não tinha constituição nem economia organizada e o seu financiamento dependia inteiramente do financiamento de Berlim.  As próprias forças alemãs tinham pouco respeito pelo fascismo fracassado de Mussolini e consideravam o regime apenas como uma ferramenta para manter a ordem, como a repressão dos guerrilheiros italianos.  Este trabalho também foi realizado pelo infame Pietro Koch e pela Banda Koch em nome da Alemanha. 
A RSI recebeu reconhecimento diplomático apenas da Alemanha, do Império do Japão e dos seus estados fantoches. Mesmo a Espanha, de outra forma simpática, recusou-se a estabelecer relações diplomáticas formais com a RSI. 
A RSI vingou-se dos 19 membros que votaram contra Mussolini no Grande Conselho com o Processo de Verona (processo di Verona), que proferiu sentença de morte a todos os acusados, exceto um. Apenas seis dos 19 estavam sob custódia da RSI (Giovanni Marinelli, Carlo Pareschi, Luciano Gottardi, Tullio Cianetti, Emilio De Bono e o próprio genro de Mussolini, Galeazzo Ciano). Com exceção de Tullio Cianetti, que foi condenado à prisão perpétua, todos foram executados em 11 de janeiro de 1944 no forte de San Procolo, em Verona.

### Perdas territoriais
A mudança da situação política e militar reabriu questões relativas ao estatuto dos territórios italianos, especialmente aqueles com maiorias de língua alemã que anteriormente estavam sob o domínio austríaco. Anteriormente, Hitler tinha suprimido vigorosamente qualquer campanha pela devolução de terras como o Tirol do Sul, a fim de manter boas relações com o seu aliado italiano. Após o abandono do Eixo pelo Reino da Itália em 8 de setembro de 1943, a Alemanha capturou e incorporou de facto alguns territórios italianos.  No entanto, Hitler recusou-se a anexar oficialmente o Tirol do Sul, apesar do apelo das autoridades alemãs locais e, em vez disso, apoiou que o RSI detivesse a soberania oficial sobre estes territórios e proibiu todas as medidas que dariam a impressão de anexação oficial do Tirol do Sul.  No entanto, na prática, o território do Tirol do Sul dentro dos limites definidos pela Alemanha como Zona Operacional do Sopé dos Alpes, que incluía Trento, Bolzano e Belluno, foi de facto incorporado ao Reichsgau Tirol-Vorarlberg da Alemanha e administrado pelo seu Gauleiter Franz Hofer.   A região identificada pela Alemanha como Zona Operacional do Litoral Adriático que incluía Udine, Gorizia, Trieste, Pola e Fiume foi de facto incorporada ao Reichsgau Kärnten e administrada pelo seu Gauleiter Friedrich Rainer. 
Em 10 de setembro de 1943, o Estado Independente da Croácia (NDH) declarou que os Tratados de Roma de 18 de maio de 1941 com o Reino da Itália eram nulos e sem efeito e anexou a parte da Dalmácia que havia sido cedida à Itália como parte desses tratados.  O NDH tentou anexar Zara, que era um território reconhecido da Itália desde 1919, mas a Alemanha impediu o NDH de fazer isso.  Devido a estas acções, a RSI desprezou o NDH e recusou-se a ter relações diplomáticas com o NDH ou a reconhecer as suas reivindicações territoriais. 
Após a capitulação italiana, as Ilhas Italianas do Egeu foram ocupadas pelos alemães. Durante a ocupação alemã, as ilhas permaneceram sob a soberania nominal do RSI, mas estavam de facto sujeitas ao comando militar alemão. 
A Concessão Italiana de Tientsin na China foi cedida pelo RSI ao Governo nacionalista de Nanquim.

## Economia e esforço de guerra

Bandeira de guerra da República Social Italiana

Durante a existência da República Social Italiana, Mussolini, cujo antigo governo proibiu os sindicatos e as greves, começou a fazer apelos cada vez mais populistas à classe trabalhadora. Afirmou lamentar muitas das decisões tomadas anteriormente no apoio aos interesses das grandes empresas e prometeu um novo começo se o povo italiano estivesse disposto a conceder-lhe uma segunda oportunidade. Mussolini afirmou que nunca abandonou totalmente as suas influências de esquerda, insistindo que tinha tentado nacionalizar a propriedade em 1939-1940, mas foi forçado a adiar tal acção por razões tácticas relacionadas com a guerra.  Com a remoção da monarquia, Mussolini afirmou que toda a ideologia do fascismo poderia ser perseguida; e para obter o apoio popular, reverteu mais de vinte anos de política fascista de apoio à propriedade privada e à relativa independência económica, ordenando a nacionalização de todas as empresas com mais de 100 empregados.  Mussolini até procurou o ex-comunista Nicola Bombacci para ajudá-lo a espalhar a imagem de que o fascismo era um movimento progressista.  A política económica do RSI recebeu o nome de "Socialização" e Mussolini chegou a considerar a ideia de chamar a sua nova república de "República 'Socialista' Italiana".  Na prática, pouco resultou da declarada socialização da economia. Os sindicatos não exerceram um controlo real da sua gestão e não participaram no planeamento estatal (como tinham o poder de fazer no papel após a socialização). O sector industrial italiano foi excluído das novas reformas pelos alemães e os industriais italianos opuseram-se às mudanças em qualquer caso. A força de trabalho italiana (grande parte da qual permaneceu esquerdista apesar do domínio fascista) considerou a socialização uma farsa e respondeu com uma greve massiva em 1 de março de 1944. 

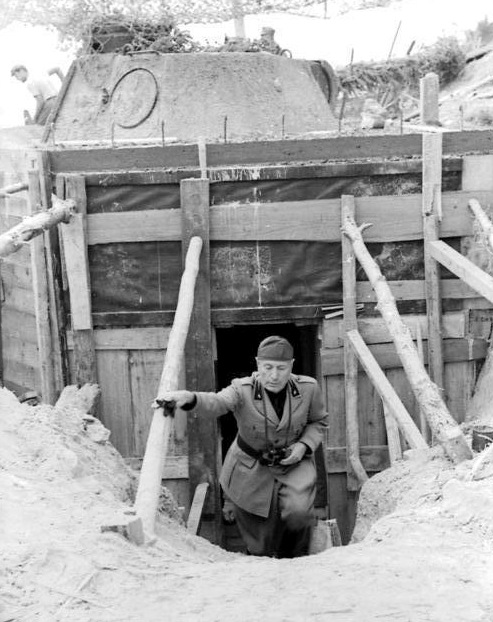
Mussolini inspecionando fortificações, 1944

Na Grécia, enquanto o governo do Reino da Itália se rendeu e muitos soldados italianos no Egeu estavam cansados da guerra e se opunham a Mussolini, os leais fascistas italianos permaneceram aliados da Alemanha na campanha grega; As forças alemãs na Grécia convenceram 10.000 italianos no Egeu a continuar a apoiar o seu esforço de guerra. 
Em 1944, Mussolini instou Hitler a concentrar-se na destruição da Grã-Bretanha e não na União Soviética, já que Mussolini afirmou que foi a Grã-Bretanha que transformou o conflito numa guerra mundial e que o Império Britânico deve ser destruído para que a paz chegue à Europa.  Mussolini queria conduzir uma pequena ofensiva ao longo da Linha Gótica contra os Aliados com as suas novas Divisões RSI; em dezembro de 1944, a Divisão Alpina "Monte Rosa" com alguns batalhões alemães travou a Batalha de Garfagnana com algum sucesso. À medida que a situação se tornava desesperadora com as forças aliadas no controle da maior parte da Itália e a partir de fevereiro de 1945 recomeçava a empurrar as forças do Eixo ao norte da Linha Gótica,  Mussolini declarou que "ele lutaria até o último italiano" e falou em transformar Milão em a "Stalingrado da Itália", onde o Fascismo travaria a sua última luta gloriosa.  Apesar dessa retórica forte, Mussolini considerou a evacuação dos fascistas para a Suíça, embora a Alemanha se opusesse a isso, que em vez disso propôs que Mussolini e os principais funcionários fascistas fossem levados para o exílio na Alemanha.  Uma maior desintegração do apoio ao seu governo ocorreu quando oficiais militares fascistas e alemães tentaram secretamente negociar uma trégua com as forças aliadas, sem consultar Mussolini ou Hitler. 

## Formações militares da RSI

Território da República Social Italiana durante sua existência

As mulheres voluntárias serviram uniformizadas como não-combatentes em unidades paramilitares e formações policiais (Servizio Ausiliario Femminile). A comandante era a general de brigada Piera Gatteschi Fondelli.  

### Exército

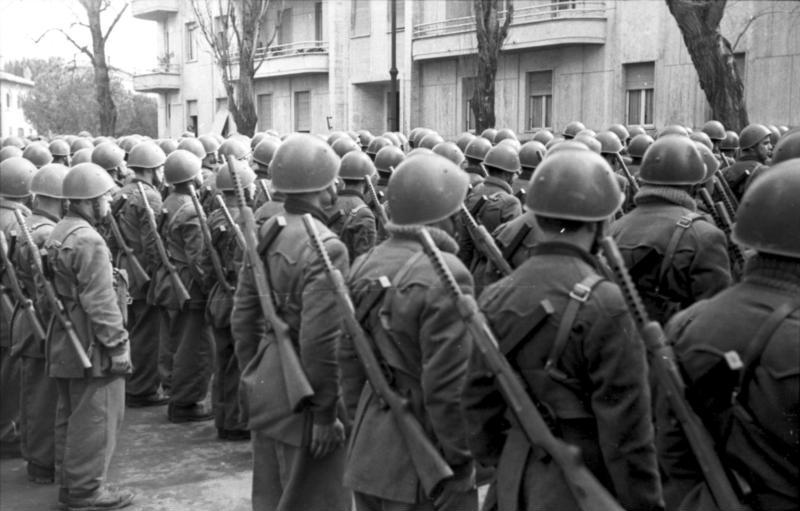
Soldados da RSI, março de 1944

Unidades menores como as Brigadas Negras (Brigada Nere) lideradas por Alessandro Pavolini e a Decima Flottiglia MAS liderada por Junio Valerio Borghese (chamado de "príncipe nero", o Príncipe Negro) lutaram pelo RSI durante toda a sua existência. Os alemães ficaram satisfeitos se estas unidades pudessem participar em atividades antipartidárias. Embora variem na sua eficácia, algumas destas unidades superaram as expectativas.
Em março de 1944, a maior parte da 29ª Divisão de Granadeiros Waffen da SS (1ª Italiana) foi enviada para a cabeça de praia de Anzio, onde lutaram ao lado de seus aliados alemães, recebendo relatórios favoráveis e sofrendo pesadas perdas. Em reconhecimento ao seu desempenho, Heinrich Himmler declarou que a unidade estava totalmente integrada na Waffen SS. 
Em 16 de outubro de 1943, o Protocolo de Rastenburg foi assinado com a Alemanha nazista e o RSI foi autorizado a formar formações militares do tamanho de uma divisão. Este protocolo permitiu ao marechal Rodolfo Graziani formar quatro divisões do RSI totalizando 52 mil homens. Em julho de 1944, a primeira dessas divisões completou o treinamento e foi enviada para o fronte.

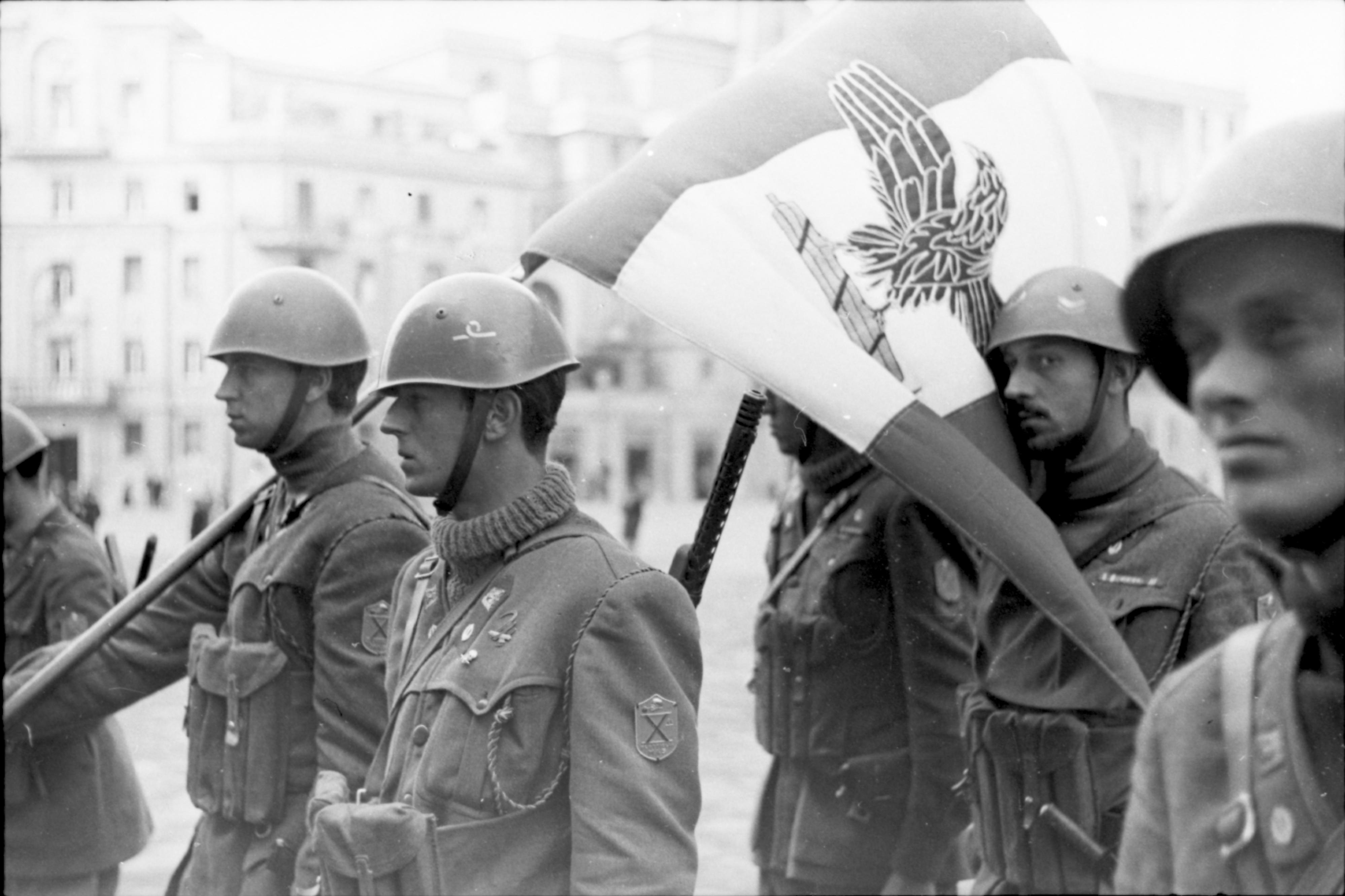
Soldados da RSI à postos para a Batalha de Anzio

O recrutamento de forças militares foi difícil para o RSI, pois a maior parte do exército italiano foi internado pelas forças alemãs em 1943, muitos italianos em idade militar foram recrutados para trabalhos forçados na Alemanha e poucos queriam participar na guerra. O RSI ficou tão desesperado por soldados que concedeu liberdade aos condenados se eles se alistassem no exército e a sentença de morte foi imposta a qualquer um que se opusesse ao recrutamento.  As forças militares autônomas do RSI também lutaram contra os Aliados, incluindo a notória Decima Flottiglia MAS do Príncipe Junio Valerio Borghese. Borghese não tinha lealdade a Mussolini e até sugeriu que o faria prisioneiro, se pudesse. 
Durante o inverno de 1944–1945, italianos armados estiveram em ambos os lados da Linha Gótica. Do lado Aliado estavam quatro grupos italianos de voluntários do antigo exército italiano. Estes voluntários italianos foram equipados e treinados pelos britânicos. Do lado do Eixo havia quatro divisões RSI. Três das divisões RSI, a 2ª Divisão de Infantaria italiana "Littorio", a 3ª Divisão de Fuzileiros Navais italiana "San Marco" e a 4ª Divisão Italiana Monterosa Alpini foram alocadas para o LXXXXVII Exército "Liguria" sob o comando de Graziani e foram colocadas para proteger o flanco ocidental. da Linha Gótica voltada para a França. A quarta divisão RSI, a 1ª Divisão de Infantaria italiana "Itália", foi anexada ao 14º Exército alemão em um setor dos Montes Apeninos considerado com menor probabilidade de ser atacado. 

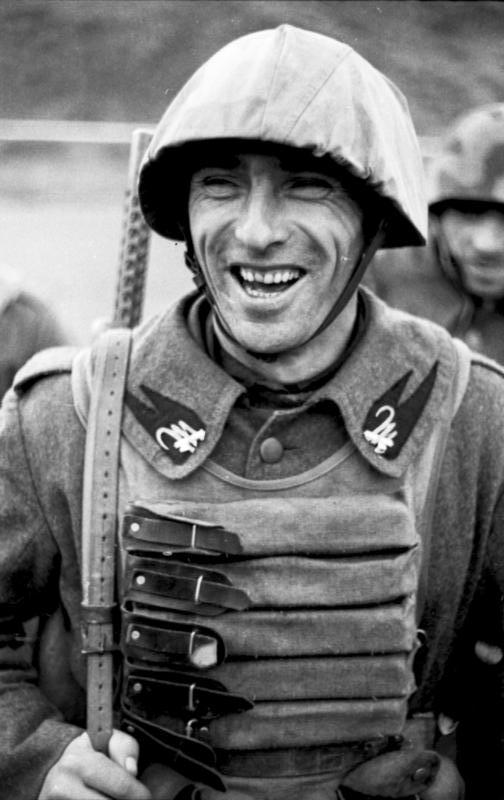
Soldado da RSI com monograma "M (Battaglioni M)" exclusivo nas lapelas e vestindo um colete "samurai" para sua Beretta MAB SMG (1943)

Em 26 de dezembro de 1944, várias unidades militares RSI de tamanho considerável, incluindo elementos da 4ª Divisão Alpina italiana "Divisão Monterosa" e da 3ª Divisão Marinha italiana "San Marco", participaram da Operação Tempestade de Inverno. Esta foi uma ofensiva combinada alemã e italiana contra a 92ª Divisão de Infantaria. A batalha foi travada nos Apeninos. Embora limitada em escala, esta foi uma ofensiva bem-sucedida e as unidades RSI fizeram a sua parte.
Os militares do RSI estavam sob o comando do General Alfredo Guzzoni, enquanto o Marechal de Campo Rodolfo Graziani, o ex-governador-geral da Líbia italiana, era o Ministro da Defesa do RSI e comandante-em-chefe do Grupo de Exércitos Alemão Ligúria. Mussolini, como Duce e chefe de estado do RSI, assumiu o comando supremo de todas as forças militares do RSI.
Em fevereiro de 1945, a 92ª Divisão de Infantaria enfrentou novamente as unidades RSI. Desta vez foi Bersaglieri da 1ª Divisão de Infantaria Italiana "Itália". Os italianos detiveram com sucesso o avanço da divisão dos Estados Unidos.
No entanto, a situação continuou a deteriorar-se para as forças do Eixo na Linha Gótica.  Em meados de abril, a última ofensiva aliada na Itália levou ao colapso das defesas alemãs. No final daquele mês, as últimas tropas restantes do RSI foram reprimidas junto com duas Divisões da Wehrmacht em Collecchio pela 1ª Divisão de Infantaria Expedicionária Brasileira sendo forçadas a se render após alguns dias de combates.   
Em 29 de abril, Graziani rendeu-se e esteve presente em Caserta quando um representante do general alemão Heinrich von Vietinghoff assinou o instrumento de rendição incondicional para todas as forças do Eixo na Itália, mas como os Aliados nunca reconheceram o RSI, a assinatura de Graziani não foi exigida em Caserta.  A rendição entraria em vigor em 2 de maio; Graziani ordenou que as forças do RSI sob seu comando depusessem as armas em 1º de maio.

### Força Aérea
A Força Aérea Nacional Republicana (Aeronautica Nazionale Repubblicana ou ANR) foi a força aérea da República Social Italiana e também a unidade aérea do Exército Nacional Republicano na Segunda Guerra Mundial. Sua organização tática era: 3 Grupos de Caças, 1 Grupo de Bombardeiros de Torpedo Aéreo, 1 Grupo de Bombardeiros e outras unidades de transporte e menores. A ANR trabalhou em estreita colaboração com a Força Aérea Alemã (Luftwaffe) no norte da Itália, mesmo que os alemães tentassem, sem sucesso, dissolver a ANR, forçando os seus pilotos a se alistar na Luftwaffe.
Em 1944, após a retirada de todas as unidades de caça alemãs na tentativa de impedir o aumento da ofensiva aliada no continente alemão, os grupos de caças ANR foram deixados sozinhos e em grande desvantagem numérica para enfrentar a massiva ofensiva aérea aliada sobre o norte da Itália. No período de operação de 1944 e 1945, a ANR conseguiu abater 262 aeronaves aliadas com a perda de 158 em combate.   

### Marinha
Poucos membros da Regia Marina (Marinha Real Italiana) aderiram ao RSI. Isto ocorreu porque a maior parte da marinha italiana recebeu ordens de navegar para Malta na época do armistício, fora do alcance dos alemães e do RSI. A Marinha Nacional Republicana do RSI (Marina Nazionale Repubblicana ou MNR) atingiu apenas um vigésimo do tamanho da frota italiana co-beligerante.  A Marinha RSI consistia em grande parte de nove torpedeiros a motor (dois grandes e sete pequenos), dezenas de pequenos torpedeiros MTSM e lanchas explosivas MTM.  A Marinha Nacional Republicana também operou quinze submarinos anões da classe CB (dez no Adriático e cinco no Mar Negro) e um submarino maior, o CM1. 
As tropas do Decima Flottiglia MAS (corpo de elite italiano de homens-rãs) lutaram principalmente como uma unidade terrestre do RSI.
Parte do pessoal naval da base submarina BETASOM em Bordéus permaneceu leal a Mussolini.

### Paramilitares
A queda do regime fascista na Itália e a dissolução dos Camisas-negras viram o estabelecimento da Guarda Nacional Republicana (Guardia Nazionale Repubblicana ou GNR), o Corpo de Polícia Republicano (Corpo di Polizia Repubblicana) e o surgimento das Brigadas Negras (brigate nere). A GNR era composta por antigos Organizzazione per la Vigilanza e la Repressione dell'Antifascismo, carabinieri, soldados, Polícia Italiana da África e outros ainda leais à causa fascista, enquanto o Corpo de Polícia Republicano era o órgão sucessor do complexo de segurança Pública formado pela Direcção de Segurança Pública e pelo Corpo de Agentes de Segurança Pública. A Brigada Negra foi formada pelos novos membros do partido fascista, tanto jovens como velhos. Ambas as unidades lutaram ao lado dos homólogos nazistas da Schutzstaffel (SS) em uma extensa guerra antipartidária. As Brigadas Negras cometeram muitas atrocidades na sua luta contra o movimento de resistência italiano e os inimigos políticos. Em 15 de agosto de 1944, a GNR passou a integrar o Exército.

## Governo

Águia com fasces, símbolo da República Social Italiana

O Governo da República Social Italiana exerceu funções de 23 de setembro de 1943 a 25 de abril de 1945, num total de 1 ano, 274 dias.  Seu chefe era Benito Mussolini. 
O Governo redigiu uma Constituição para a República Social Italiana,  mas esta nunca foi discutida ou aprovada. Em 13 de outubro de 1943, foi anunciado que uma Assembleia Constituinte seria convocada para redigir uma nova Constituição, mas esta foi cancelada por Mussolini em 14 de novembro e adiada até depois do fim da guerra.
O RSI foi liderado pelo Partido Republicano Fascista, criado em 18 de setembro de 1943 a partir do dissolvido Partido Nacional Fascista.  Em 14 de fevereiro de 1945, Mussolini autorizou a formação de um segundo partido político denominado Rally Nacional Republicano Socialista (mais tarde rebatizado como Partido Republicano Socialista Italiano) sob a liderança de Edmondo Cione: o partido apoiava uma visão esquerdista do fascismo, fortemente focada na socialização do economia e incluiu vários ex-socialistas, como Pulvio Zocchi, Carlo Silvestri e Walter Mocchi. Foi em grande parte insignificante e sua composição é desconhecida. 

## Legado

### Na política italiana do pós-guerra
Embora o RSI apoiasse a Alemanha Nazista, permitiu ao movimento fascista italiano construir um estado completamente totalitário. Durante os vinte anos anteriores da associação fascista com a monarquia de Sabóia do Reino da Itália, algumas das ações dos fascistas foram restringidas pela monarquia. No entanto, a formação do RSI permitiu que Mussolini fosse o chefe oficial de um estado italiano e também permitiu que os fascistas regressassem às suas anteriores posições republicanas. De uma forma ou de outra, a maioria dos líderes proeminentes da extrema-direita italiana do pós-guerra (parlamentar e extraparlamentar) estavam associados à experiência do RSI. Entre eles estavam Filippo Anfuso, Pino Romualdi, Rodolfo Graziani, Junio Valerio Borghese, Licio Gelli e Giorgio Almirante. A maioria dos 8.000 judeus italianos que morreram no Holocausto foram mortos durante os 20 meses do regime de Salò. 

### Selos
Vários selos postais foram emitidos pela República de Salò. Inicialmente, as edições italianas existentes foram impressas com fasces, ou as iniciais "GNR" da Guarda Nacional Republicana. Mais tarde, o governo desenhou e imprimiu três séries, todas muito comuns. 

### Moeda
Notas de 50, 100, 500 e 1000 liras foram impressas pela República. Como emissor, o país não foi mencionado neles, mas apenas o Banco da Itália. 

### Nas artes
O filme Salò ou os 120 Dias de Sodoma de Pier Paolo Pasolini, de 1975, é uma adaptação de Os 120 Dias de Sodoma, do Marquês de Sade, ambientado na República de Salò, em vez da França do século XVIII. Utiliza o material de origem como alegoria; as atrocidades do filme não aconteceram de fato, enquanto a maioria das escolhas de ambientes, roupas, uniformes, armas e outros detalhes são historicamente corretas. Life is Beautiful, de Roberto Benigni, de 1997, também se passa na República de Salò.
O Novecento de 1976 de Bernardo Bertolucci ambienta sua história na Emília, na época uma província da República Social Italiana, embora isso nunca seja mencionado no filme. Wild Blood conta a história real dos astros do cinema fascista Luisa Ferida e Osvaldo Valenti e seu apoio à República.
O escritor e poeta futurista Filippo Tommaso Marinetti, um leal a Mussolini que ajudou a moldar a filosofia fascista, permaneceu no RSI como propagandista até sua morte de ataque cardíaco em Bellagio em dezembro de 1944. 